# El clave bien temperado

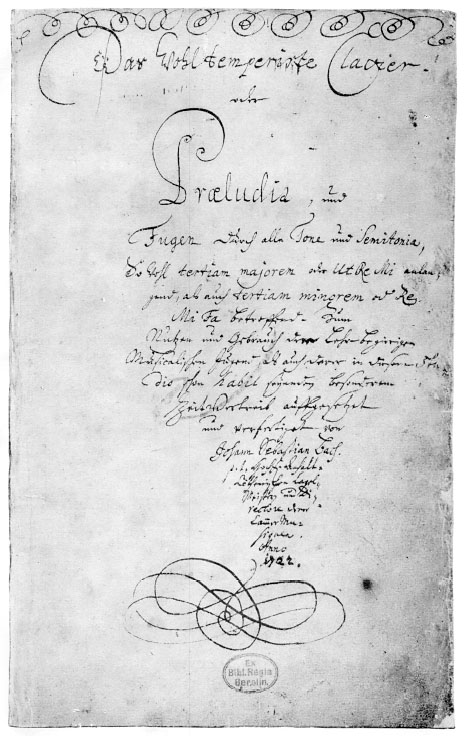
Carátula original de la copia manuscrita de Johann Sebastian Bach de El clavecín bien temperado. Dice en alemán (con la letra manuscrita de Bach: «El “[instrumento de] teclado bien temperado”, o preludios y fugas en todos los tonos y semitonos, ambos con la tercera mayor o ut, re, mi y con la tercera menor o re, mi fa, están compuestos para la práctica y el provecho de los jóvenes músicos deseosos de aprender y para el entretenimiento de aquellos que ya conocen este arte».

El clave bien temperado o El clavecín bien templado (en alemán: Das wohltemperierte Klavier), en contraposición a otros tipos de temperamentos, es el nombre de dos ciclos de preludios y fugas compuestos por Johann Sebastian Bach en todas las tonalidades mayores y menores de la gama cromática.
Como mucha de la música de Bach, ninguno de los dos volúmenes fueron publicados en vida. Y también como mucha de su música, se conoce la fecha en que fueron compilados, pero no las fechas en que fueron compuestos, por lo que existen diversas especulaciones al respecto. Lo que sí es conocido es que el primer volumen (que comprende los 24 preludios y fugas del BWV 846 al BWV 869) fue terminado y compilado por Bach en 1722, aunque su primera impresión no llegará hasta mucho después de muerto Bach, en 1801. El segundo volumen (que comprende del BWV 870 al BWV 893) fue terminado y compilado en 1744, si bien también es probable, por el estilo, que muchos de los preludios y fugas de este segundo volumen estuviesen compuestos antes de compilar el primero.
Ambos comparten el mismo esquema: cada libro comprende 24 grupos constituidos por un preludio y una fuga en la misma tonalidad. Empieza por la tonalidad de do mayor, y después la de do menor, a la que le sigue do sostenido mayor y así sucesivamente, hasta haber completado toda la gama cromática de mayor a menor. Es, por tanto, una colección enorme que comprende, entre los dos volúmenes, 48 pares de preludios y fugas cuyo objetivo es, a la vez, musical, teórico y didáctico.

## Título de la obra e instrumentos de ejecución
Ambos libros son actualmente conocidos en castellano como El clave bien temperado (libro I y libro II). Sin embargo, el término «clave» aquí no es más que una deformación del original clavier, vocablo del antiguo alemán que ―en tiempos de Bach― se aplicaba a todos y cada uno de los instrumentos de teclado, clavecines, clavicordios, espinetas, órganos, incluso el joven fortepiano [cita requerida].
Existen muchas opiniones respecto a los instrumentos con o para los que fueron compuestas estas piezas, pero dada la naturaleza abstracta de la música de Bach, es estéril discutir sobre ello, puesto que suenan igual de bien tanto en unos instrumentos como en otros siempre que se interpreten coherentemente según el estilo y las posibilidades del instrumento. A pesar de que muchos de los preludios y fugas fueron compuestos pensando en un clavicordio o en un clavecín o en cualquiera de los dos, no existe ningún argumento de peso para desestimar al órgano o al piano en su ejecución. Sí conviene, en cualquier caso, señalar ciertas características de la partitura en relación con los instrumentos.
El clavecín y el clavicordio, instrumentos que se encontraban, en aquel tiempo, en su época de esplendor ―hegemonía que mantendrían hasta finales del siglo XVIII, cuando el pianoforte finalmente se impuso como instrumento de teclado―, eran ambos de uso habitual en Bach. Un gran número de las piezas que Bach compuso para el teclado las pensó con un clavicordio, un instrumento de cuerda percutida que Bach tenía en alta estima porque le permitía acentuar y realzar libremente las voces en distintos planos. Por otra parte, muchas de las obras de Bach, que se puede afirmar que suenan más apropiadas con el clavecín por su mayor volumen sonoro respecto del débil clavicordio, son:
- el Capriccio a la partida del querido hermano (BWV 992).
- el Aria variada a la manera italiana
- todas las Suites francesas, las Suites inglesas y las Partitas (BWV 825–830), colecciones de danzas, por tanto más adecuadas al clavecín
- las Variaciones Goldberg, el Concierto italiano y la Obertura francesa: estas tres en concreto contienen indicaciones específicas del uso de dos teclados para efectos de tutti y solo, típicos de los clavecines con dos «manuales» (o teclados).

El resto puede afirmarse que son igualmente eficaces en cualquier instrumento.
También el órgano era de uso común, pero es conveniente señalar que ninguno de los preludios y fugas de ambas colecciones cuenta con indicación alguna de pedales ni ninguna de las piezas cuenta con el tercer pentagrama típico del órgano ―parte que se interpretaría con el pedalier del órgano―, pentagrama que sí podemos encontrar en otras obras de Bach escritas expresamente para este instrumento. Un único caso, la Fuga 20 BWV 865 en la menor del primer volumen cuenta al final con una nota pedal mantenida que, por la textura de la partitura en ese punto, sólo podría ser ejecutada convenientemente con el pedalier de un órgano. Dado que los órganos de aquella época no solían estar afinados según el sistema temperado y que la tonalidad de la menor, sin alteraciones en la armadura, no presenta problemas de ejecución en el sistema de afinación antiguo. Bach, como muchos organistas de aquel tiempo para la práctica en el hogar, disponía de un juego de pedales para el clavicordio, de modo que, a pesar de la imposibilidad de tocarlo con un clavecín o un pianoforte, puede haberlo compuesto desde el clavicordio.
Por último, el reciente fortepiano o pianoforte, instrumento inventado por Bartolomeo Cristofori hacia 1698, no se conocía prácticamente fuera de Florencia en el momento en el que Bach compiló el primer tomo. El nuevo instrumento no llegó a Alemania hasta 1732, cuando Gottfried Silbermann construye su primer fortepiano. Se sabe que Bach probó uno de esos nuevos instrumentos en el taller de Silbermann y que su primera opinión no fue de aprobación[cita requerida], así como que el 7 de mayo de 1747, tres años antes de morir, cuando el rey Federico II el Grande de Prusia ―en una invitación a visitar la corte donde trabajaba su hijo Carl Philipp Emanuel― le pidió que improvisara un richercare en uno de los pianofortes Silbermann que poseía. Aparentemente, poco más se conoce de su experiencia real con el piano. Sin embargo, Eva Badura-Skoda arguye que, a partir de un anuncio en el periódico de 1733 donde se anuncia la reanudación de los conciertos del Collegium Musicum de Bach con un comentario sobre un nuevo clavycimbel «cuyo gusto no ha sido oído aún por estas tierras», podría hacer referencia a un fortepiano, por lo que el piano sería una opción plausible para mucha de la música de los últimos años de Bach. Aun así, se piensa que esta obra fue escrita para el clavicordio (instrumento casero y de volumen débil), ya que al analizarla, parece ser una obra con fines didácticos, y no para ser ejecutada en conciertos, en cuyo caso, el instrumento adecuado hubiera sido el clavecín, debido a su mayor sonoridad.
En cualquier caso, conocida o no la predilección de Bach hacia el clavicordio por sus capacidades de graduación dinámica, capacidades que comparte con el piano, es el piano el instrumento con el que hoy día más se ejecuta toda la música de Bach.[cita requerida]

## La afinación temperada

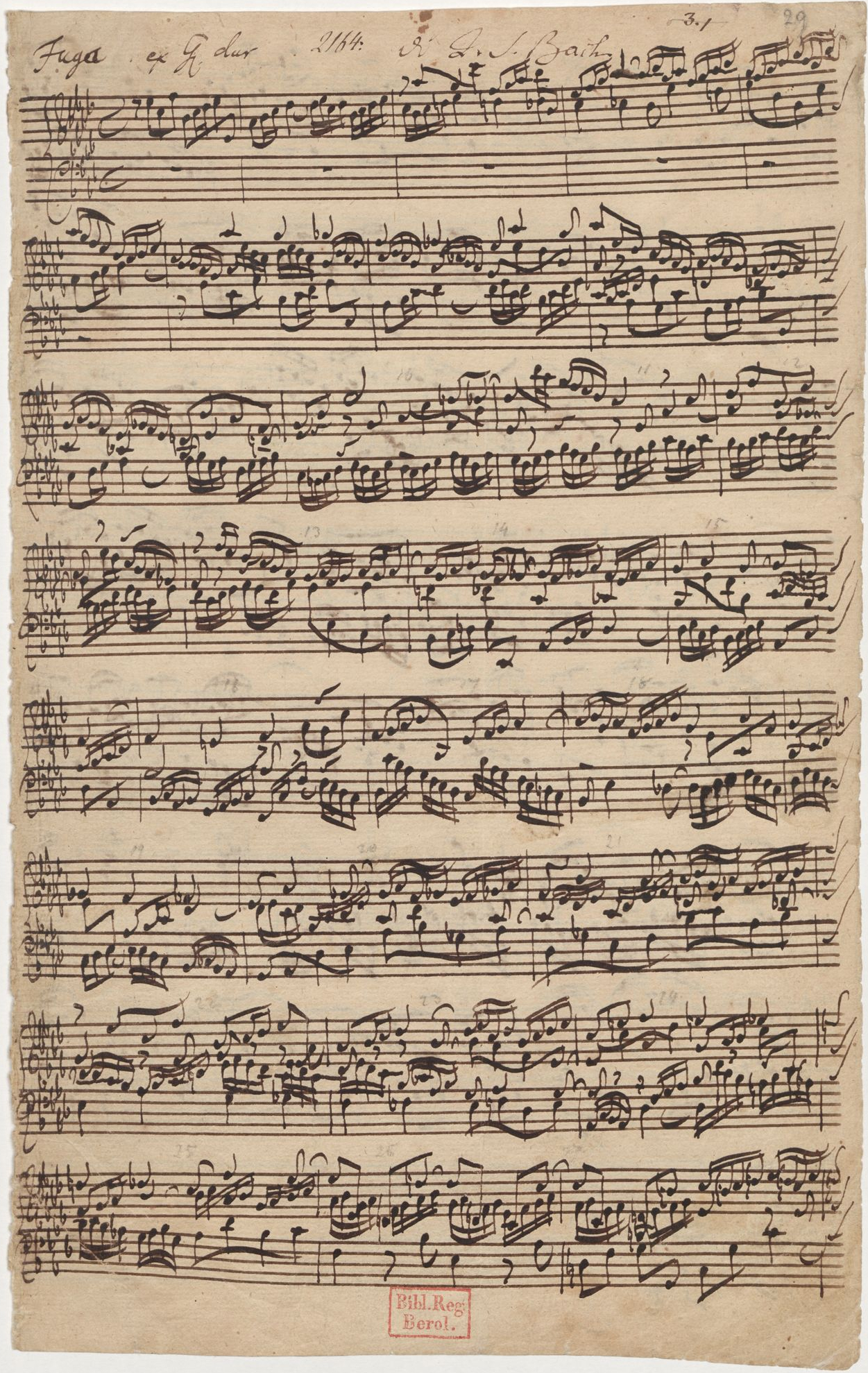
«Fuga en la bemol mayor» (partitura manuscrita de Johann Sebastian Bach.

El temperamento se refiere al tipo de afinación de los instrumentos musicales, incluida la voz humana. Las primeras formas de afinación eran las pitagóricas (o las de Aristógenes), en que la escala se dividía en doce partes desiguales matemáticamente perfectas por la regla de 3:2. Pero esos instrumentos sólo permitían ejecutar obras muy sencillas en una sola tonalidad, ya que en otras tonalidades sonaban terriblemente desafinadas (se generaban desagradables armónicos). (Ver el artículo Afinación).
Con el paso de los siglos, los instrumentistas trataron gradualmente de destemplar algunos intervalos de la escala (especialmente el tercer grado), para permitir que una obra se pudiera tocar en otras tonalidades (para facilidad de los cantantes).
El «temperamento bueno» fue el que en la época de Bach permitió en mayor grado esa capacidad de ejecución en muchas tonalidades. Aunque el «temperamento bueno» es una evidente mejora barroca a la afinación griega antigua, de todos modos, para un oído moderno, las obras se siguen oyendo claramente desafinadas.
Existe una manera de afinar el instrumento ―que es la que se utiliza actualmente― de manera tal que los sonidos de todas las teclas contiguas están a la misma distancia, haciendo que todos los intervalos de medio tono sean idénticos (la octava se divide en doce intervalos logarítmicamente iguales). Se denomina «temperamento igual». A Bach le entusiasmó este sistema “temperado” pues permite modular de cualquier tonalidad a cualquier otra sin necesidad de reafinar el teclado. (La verdadera intención del Clave Bien Temperado es precisamente tocar una pieza en do, inmediatamente después una en do#, luego una en re y así sucesivamente, de lo que se deduce que contiene doce piezas en modo mayor, seguidas de doce en modo menor).
Este sistema de afinación, a pesar de sus evidentes ventajas, contó con algunos detractores que opinaban:
- Johann Philipp Kirnberger, uno de los alumnos de Bach, presume de haber transmitido las enseñanzas de su maestro de manera fidedigna, pero considera, con alguna razón, el «sistema temperado» como una monstruosidad musical.
- En el clavecín o el clavicordio, la afinación puede ser modificada ligeramente durante algunos momentos. Es posible que Bach encontrara ―aunque fuera de manera empírica― un método de ejecución que permitiera ejecutar esas modificaciones de un modo rápido para un intérprete experimentado.
- Bach era de una generación que admitía y utilizaba, generosamente, las características propias para cada tonalidad; aportando, en su elección, el más riguroso cuidado. ¿Cuál es el interés para componer en el «sistema temperado» en  do sostenido mayor, con sus siete alteraciones en la clavecín, si el mismo fragmento suena de manera prácticamente idéntica en do mayor? No es más que una cuestión didáctica la que induce a escoger este método, y se podría pensar que las obras en do sostenido mayor pudieron estar compuestas inicialmente en do mayor.[cita requerida]
- Se puede entender que la elección del «sistema temperado», en detrimento de la musicalidad, se elige por la facilidad de la modulación.

Sin embargo, sin el sistema bien temperado, que permitía las modulaciones a tonalidades lejanas de una manera inmediata, así como las enarmonías, no hubiese sido posible toda la evolución musical que siguió a partir del siglo XIX, así como una cantidad importante de la música vocal ya desde el Renacimiento.
Bradley Lehman ha señalado que la estructura del «sistema temperado» preconizado por Bach aparece de manera codificada en la línea de «rizos» que figura en el frontispicio de la obra. Según él, se trata de un «sistema temperado» muy dulce, que permite, efectivamente, el uso de todas las tonalidades, pero conservando unos colores diferentes para cada una: según este autor, las tonalidades en bemol son más dulces que las tonalidades en sostenido. Esos rizos son los siguientes:

## Influencia

### Una de las mayores obras de la música occidental
El período durante el cual Bach compuso y reunió los elementos de este excepcional conjunto musical es, también, el del despliegue de la inventiva, de las teorías en busca del «sistema temperado» ideal. El «sistema temperado» estaba todavía lejos de ser unánime, y muchos eran los que soñaban con encontrar la vía de la modulación sin límites y sin contraindicaciones en un temperado irregular que tardará en encontrarse. En este contexto, muchos compositores trataron ya de probar que todas las tonalidades son posibles. Por citar algunos:
En 1702, 1710, 1713 y 1715, Fischer editó su obra Ariadna Música, conjunto de veinte preludios y fugas en veinte tonalidades diferentes, que debían de servir de hilo conductor al músico en el laberinto de las tonalidades más alejadas. Debido a que no usaba el «temperamento bueno», evitó la tonalidad de sol sostenido menor y todas las que utilizaban más de cinco bemoles o seis sostenidos.
En 1711, Heinichen publicó un Labyrinthvs Mvsicvs igualmente en veinte tonalidades, cuyo objetivo era parecido.
En 1719, Johann Mattheson da en su Die exemplarische Organistenprobe, unos ejemplos de base continua en cada una de las veinticuatro tonalidades.
Bach probablemente estuvo inspirado por la idea de Fischer, de hecho su hijo Carl Philipp Emmanuel escribió que este era uno de los compositores preferidos de su padre, lo mismo que Pachelbel, Froberger, Kerll y algunos otros. En una de las fugas, Bach, que al igual que todos los compositores de su época, usaba temas ajenos para explotar todas las posibilidades contrapuntísticas que encerraban, echó mano de un tema perteneciente a la Ariadna Mvsica de Fischer.
Sin embargo, la obra de Bach sobrepasa, con mucho, a la de todos sus contemporáneos y concede a su autor la reputación de ser el mayor contrapuntista de todos los tiempos. Se trata, en efecto, de una obra única desde todos los puntos de vista: en este enorme conjunto musical, ningún preludio, ninguna fuga se parecen: las fugas contienen, en general, tres o cuatro voces, y muy raras veces, dos o cinco, y despliegan un ejemplo completo de los procesos contrapuntísticos. Los preludios son de una gran variedad melódica, rítmica y de construcción todavía más importante. Cada una de las piezas demuestra la maestría del contrapunto, que no prevalece sobre la estética, y tiene un sentido del desarrollo de la idea musical que no deja lugar a la repetición ni a la facilidad.
Después de Bach, la forma de «preludio y fuga» cayó en desuso, como si todo se hubiera ya dicho. De hecho, cuando Bach cayó prácticamente en el olvido después de su muerte, el Clavecín bien temperado ―del que numerosas copias manuscritas circularon durante el resto del siglo XVIII, dada la práctica habitual de la época de estudiar las obras copiándolas a mano― fue admirado y practicado en privado por los más grandes compositores: Mozart, Beethoven, etc.
Sin embargo, esta obra no fue impresa por primera vez hasta 1801.

## Grabaciones
La primera grabación completa de El Clave bien temperado fueron interpretadas a piano por Edwin Fischer para la discográfica EMI entre 1933 y 1936. La segunda por Wanda Landowska en clavecín para RCA Victor en 1949 (Libro 1) y 1952 (Libro 2). Helmut Walcha, más conocido en su faceta organista, grabó ambos libros entre 1959 y 1961 en un clavicémbalo. Daniel Chorzempa realizó la primera grabación utilizando múltiples instrumentos (clavicémbalo, clavicordio, órgano y fortepiano) para Philips en 1982. En el año 2013 ya había documentadas más de 150 grabaciones.

### Audio del Libro I
Las interpretaciones de clavecín de varias partes del Libro I de Martha Goldstein están en el dominio público.  Tales interpretaciones de clavicémbalo pueden, por ejemplo, afinarse en temperamento igual o en temperamento Werckmeister. Además de Martha Goldstein, Raymond Smullyan es otro artista muy conocido cuyas interpretaciones del Libro I son de dominio público. 
En marzo de 2015, la pianista Kimiko Douglass-Ishizaka lanzó al dominio público una grabación nueva y completa del Libro 1. Sus interpretaciones están disponibles a continuación, comenzando con el Preludio n.º 1 en do mayor (BWV 846):